# Scaptodrosophila bansadharae
Scaptodrosophila bansadharae är en tvåvingeart som först beskrevs av Panigrahy och Gupta 1983.  Scaptodrosophila bansadharae ingår i släktet Scaptodrosophila och familjen daggflugor. Inga underarter finns listade i Catalogue of Life.